# Чемпіонат Франції з тенісу 1899
Чемпіонат Франції з тенісу 1899 — 9-й розіграш Відкритого чемпіонату Франції. Як і в попередньому році, чинна чемпіонка в жіночому одиночному розряді Адін Массон була єдиною учасницею і зберегла свій титул, не зігравши жодного матчу. У чоловічому парному розряді перемогу здобули Поль Еме та Пол Лебертон. Вони ж розіграли між собою титул у фіналі одиночного розряду — трофей дістався Полу Айме. 

## Дорослі

### Чоловіки, одиночний розряд
Поль Еме переміг у фіналі  Пола Лебертона 9–7, 3–6, 6–3

### Жінки, одиночний розряд
Адін Массон

### Чоловіки, парний розряд
Поль Еме /  Пол Лебертон